# Ngô Xương Ngập
Ngô Xương Ngập (吳昌岌) var kung av Vietnam 951–954. Hans far Ngô Quyền ville att han skulle efterträda honom men istället tog Dương Tam Kha makten. Denne adopterade Ngô Xương Ngậps yngre bror Ngô Xương Văn och lät honom bli regent. Brodern avsatte dock Dương Tam Kha och valde att dela makten med sin äldre bror. Ngô Xương Ngập började dock styra själv och blev impopulär bland befolkningen.